# Union générale des étudiants musulmans algériens
L'Union générale des étudiants musulmans algériens avec le sigle UGEMA (en arabe : الإتحاد العام للطلبة المسلمين الجزائرين), est une organisation étudiante fondée à Paris en France le 8 juillet 1955, pendant la guerre d'Algérie.

## Histoire

### Contexte de la création
La première association étudiante "indigène" à voir le jour est l'Amicale des étudiants musulmans de l'Afrique du Nord (AEMAN), créée en 1919. Bien qu'elle ait été fondée sur des bases religieuses, elle s'associe à l'Association générale des étudiants d'Alger (AGEA) en 1925. L'AEMAN est dirigée par Ferhat Abbas de 1927 à 1931, période durant laquelle il maintient sa spécificité tout en adoptant une nouvelle dénomination : l'Association des étudiants musulmans de l'Afrique du Nord, toujours sous le nom abrégé de AEMAN.
Parallèlement, des étudiants algériens à Paris s'éloignent d'une association créée à Paris en 1927, l'Association des étudiants musulmans nord-africains en France (AEMNAF), pour créer en 1930 l'Association des étudiants musulmans algériens (AEMA).

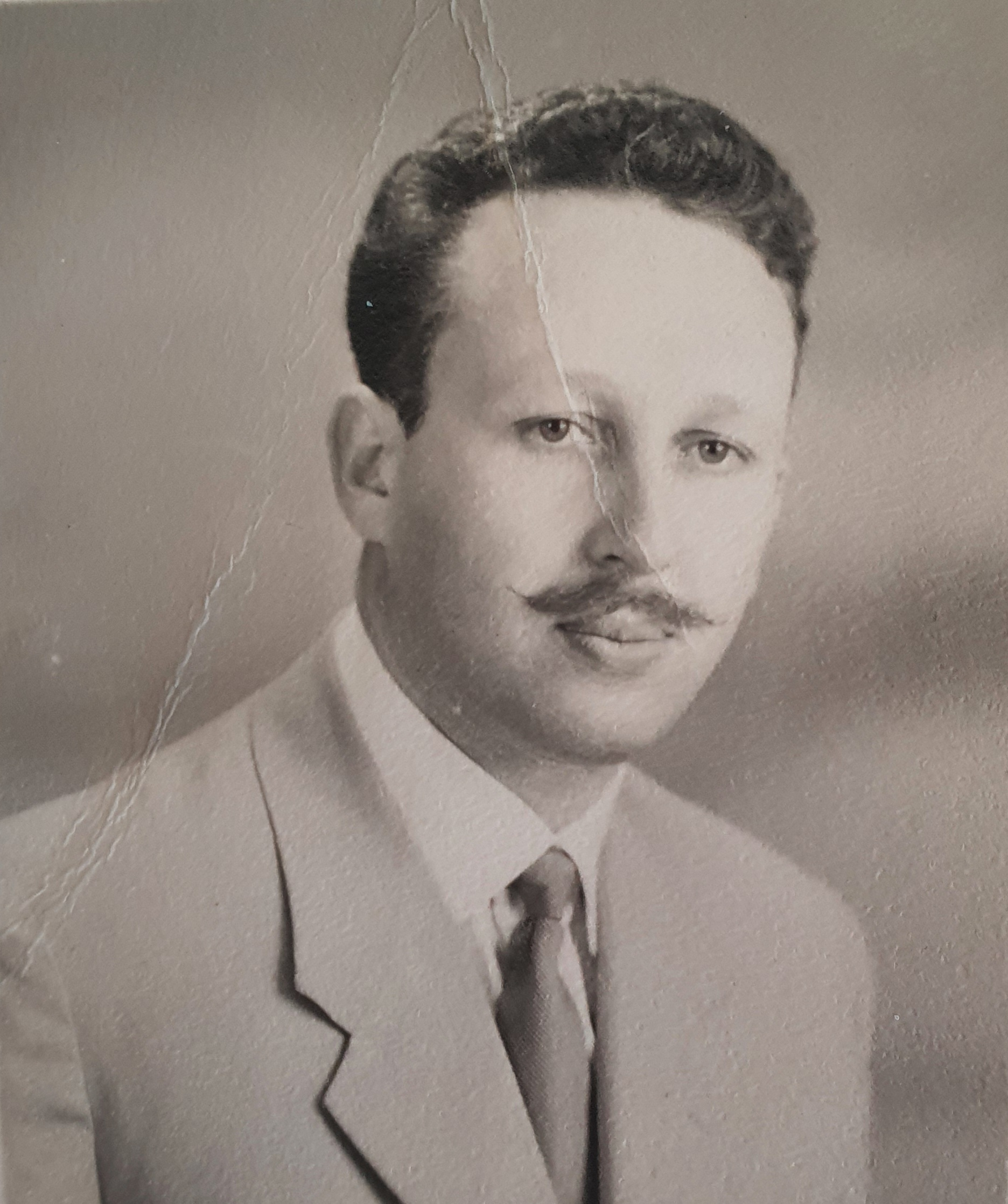
Belaïd Abdesselam, président de l'AEMAN de 1953 à 1955.

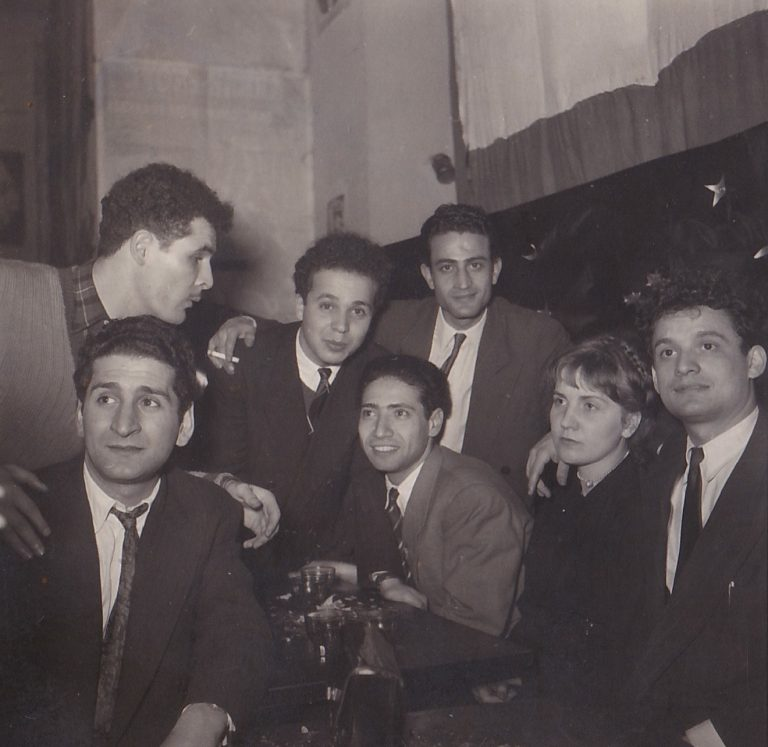
Ahmed Inal (au centre à l'arrière) alors dirigeant du groupe de langue des étudiants algériens, entouré d'amis communistes à Paris en 1952.

En 1953, le militant communiste Ahmed Inal crée une Union des étudiants algériens de Paris (UEAP), qui inclut également, conformément à la doctrine du Parti communiste algérien (PCA), les étudiants européens et  juifs, une Union des étudiants algériens de Toulouse est également créée en mars 1955. À l'initiative en particulier de Belaïd Abdeslam, président de l'AEMAN  de 1953 à 1955, la création d'une association purement algérienne est encouragée, l'UEAP et l'association de Toulouse étant partisans de la création d'une Union nationale des Étudiants algériens (UNEA) et Belaïd Abdeslam étant dès 1953 en faveur d'une Union des étudiants musulmans algériens (UGEMA). Lors d'une conférence en avril 1955, réunissant les étudiants algériens, le principe de la création d'une  association purement algérienne est actée, l'intégration du critère religieux faisant toutefois discussion, son adoption étant le moyen d'exclure les étudiants européens, juifs ou communistes. La majorité opta pour l'intégration de ce critère en promettant de le supprimer après l'indépendance. Ainsi, deux associations virent le jour en juillet 1955, l'Association générale des étudiants musulmans algériens (UGEMA) et l'UNEA, association qui ne dura que peu de temps.

### L'UGEMA durant la guerre d'Algérie

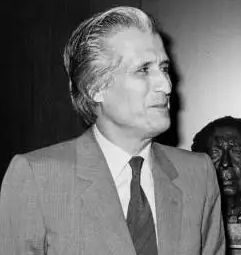
Ahmed Taleb Ibrahimi, premier président de l'UGEMA.

Ahmed Taleb Ibrahimi prend la présidence de l'UGEMA tout en terminant ses études de médecine. Début 1956, des tensions apparaissent à l'université d'Alger : un Comité d'action universitaire, favorable à l'Algérie française, renverse la direction de l'AGEA en février 1956. Dans ce contexte, l'UGEMA qui tient son deuxième congrès du 24 au 30 mars 1956 à Paris, demande  « la proclamation de l’indépendance de l’Algérie, la libération de tous les patriotes emprisonnés, des négociations avec le Front de Libération nationale ». Mouloud Belaouane succède à Ahmed Taleb Ibrahimi à la tête de l'association.
En mai 1956, la section d'Alger de l'UGEMA appelle à « la grève générale et illimitée des cours et des examens et à l’engagement dans les rangs de l’ALN », le FLN ordonnant sa généralisation. Après que le FLN a levé l'ordre de grève, seule l'Université d'Alger continue le mouvement.
Fin 1956 ou début 1957, l'UGEMA annonce rompre les relations avec l'Union nationale des étudiants de France (UNEF) « tant qu'elle ne se sera pas prononcée en faveur de l'indépendance de l'Algérie. »,.
Lors de son troisième congrès, du 23 au 26 décembre 1957, l'UGEMA, en référence aux mouvements de 1956, opte pour l'exclusion des non-grévistes. Le gouvernement français dissout l'association le 28 janvier 1958,estimant qu'elle est  « détournée de ses buts statutaires pour servir les fins politiques du FLN ». C'est lors de ce congrès que Messaoud Aït Chalal est porté à la présidence de l'organisation.
En juin 1960, après une période d'interruption, l'UNEF acte la reprise des relations avec l'UGEMA.
Réorganisée à l'extérieur après sa dissolution, l'UGEMA, lors de son quatrième congrès à Tunis en juillet-août 1960, déclare se mettre à la disposition du Gouvernement provisoire de la République algérienne (GPRA), ce qui permet à l'ALN de renforcer son recrutement parmi les étudiants.

### Après l'indépendance
Peu de temps après le cessez-le-feu, l'UNEF et l'UGEMA réaffirment leur volonté commune de développer leur coopération, et indiquent avoir examiné la question de « la place des étudiants de souche européenne dans le syndicalisme étudiant algérien », dans un contexte où l'Université d'Alger ne comprend alors que « sept cents étudiants musulmans pour près de six mille étudiants de souche européenne ».
Conformément à ce qui avait été acté lors de sa création, l'UGEMA, lors de son congrès, abandonne en août 1963 le "M" de son intitulé pour devenir Union nationale des étudiants algériens (UNEA).
En juin 1964, deux anciens présidents de l'UGEMA, Ahmed Taleb Ibrahimi et Aït Chalal, sont incarcérés, soupçonnés « d'activités contre-révolutionnaires ». Ils sont libérés en janvier 1965.
En septembre 1965, peu de temps après la prise de pouvoir de Houari Boumédiène, le FLN, déplorant que des éléments obéissent « aux ordres d'un parti étranger » (le Parti communiste français) au sein de l'association, impose une nouvelle commission de direction de l'UNEA, dans un contexte d'hostilité d'une partie du mouvement étudiant envers le nouveau chef d'État. L'UNEA est finalement dissoute en janvier 1971.
En 1993 est constituée l'Union générale des étudiants algériens (UGEA), approuvée le 6 octobre 1994 conformément à la réglementation des associations en vigueur depuis le 4 décembre 1990 avec comme slogan « L'étudiant d'abord... l'université ensuite... toujours l'Algérie ». En 2014, l'UGEA se positionne en faveur d'un quatrième mandat pour Abdelaziz Bouteflika. En 2018, le syndicat est mentionné selon Le Matin d'Algérie comme très proche du Rassemblement national démocratique (RND). L'UGEA est mentionnée comme encore active en juin 2022.

## Filmographie
- UGEMA, documentaire, réalisation Mohamed Latrèche, 2015.

Le documentaire UGEMA, réalisé  par Mohamed Latrèche en 2015 et produit par Boualem Ziani, a suscité une polémique après sa diffusion sur Canal Algérie en 2021 : le sociologue Nacer Djabi, qui a participé à l'écriture du film, considère comme une censure le fait que les témoignages d’Ahmed Taleb Ibrahimi et de Lamine Khene n'apparaissent pas dans le documentaire, Canal Algérie indiquant que le documentaire a été diffusé dans son intégralité,. Pour des raisons apparemment liées à la hausse des cas d'infections au Covid-19, la projection du documentaire, inscrit dans la programmation de la cinémathèque d'Alger pour le 25 janvier 2022, est finalement annulée, mais semble avoir eu lieu en mars de la même année,.